# Regierung De Valera III
Die Regierung De Valera III war der sechste Exekutivrat des Irischen Freistaats, sie amtierte vom 9. März 1932 bis zum 8. Februar 1933.
Bei der Parlamentswahl am 16. Februar 1932 wurde Fianna Fáil (FF) mit 72 von 153 Sitzen stärkste Partei und löste die seit 1922 regierende Cumann na nGaedheal ab. Am 9. März 1932 wurde Eamon de Valera (FF) mit 81 gegen 68 Stimmen vom Dáil Éireann (Parlament) zum Präsidenten des Exekutivrats (Regierungschef) gewählt. Die Minister wurden am selben Tag vom Dáil gewählt. Die Ernennung der Mitglieder des Exekutivrats erfolgte durch Generalgouverneur James McNeill. Die parlamentarischen Sekretäre wurden vom Exekutivrat am Folgetag ernannt. Alle Mitglieder der Regierung gehörten der Fianna Fáil an.
Bei der folgenden Parlamentswahl am 8. Februar 1933 erreichte Fianna Fáil mit 78 Abgeordneten die absolute Mehrheit.

## Zusammensetzung
| Minister | Minister          | Minister | Minister      | Minister | Minister        |
| Amt | Name              | Partei   | Amtszeit      | Amtszeit | Amtszeit        |
| --- | ----------------- | -------- | ------------- | -------- | --------------- |
| Präsident des Regierungsrats                                                                                         | Éamon de Valera   | FF       | 9. März 1932  | –        | 8. Februar 1933 |
| Vizepräsident des Regierungsrats                                                                                     | Seán Ó Ceallaigh  | FF       | 9. März 1932  | –        | 8. Februar 1933 |
| Außenminister | Éamon de Valera   | FF       | 9. März 1932  | –        | 8. Februar 1933 |
| Bildungsminister | Thomas Derrig     | FF       | 9. März 1932  | –        | 8. Februar 1933 |
| Finanzminister | Seán MacEntee     | FF       | 9. März 1932  | –        | 8. Februar 1933 |
| Minister für Industrie und Handel                                                                                    | Seán Lemass       | FF       | 9. März 1932  | –        | 8. Februar 1933 |
| Justizminister | James Geoghegan   | FF       | 9. März 1932  | –        | 8. Februar 1933 |
| Minister für Land und Fischerei                                                                                      | Patrick Ruttledge | FF       | 9. März 1932  | –        | 8. Februar 1933 |
| Landwirtschaftsminister                                                                                              | James Ryan        | FF       | 9. März 1932  | –        | 8. Februar 1933 |
| Minister für lokale Verwaltung und Gesundheit                                                                        | Seán Ó Ceallaigh  | FF       | 9. März 1932  | –        | 8. Februar 1933 |
| Minister für Post und Telegraphie                                                                                    | Joseph Connolly   | FF       | 9. März 1932  | –        | 8. Februar 1933 |
| Verteidigungsminister                                                                                                | Frank Aiken       | FF       | 9. März 1932  | –        | 8. Februar 1933 |
| Staatssekretäre |                   |          |               |          |                 |
| Amt | Name              | Partei   | Amtszeit      | Amtszeit | Amtszeit        |
| Parlamentarischer Sekretär beim Präsidenten des Regierungsrats Parlamentarischer Sekretär beim Verteidigungsminister | Gerald Boland     | FF       | 10. März 1932 | –        | 7. Februar 1933 |
| Parlamentarischer Sekretär beim Finanzminister                                                                       | Hugh V. Flinn     | FF       | 10. März 1932 | –        | 7. Februar 1933 |
| Parlamentarischer Sekretär beim Minister für Land und Fischerei                                                      | Seán O’Grady      | FF       | 10. März 1932 | –        | 7. Februar 1933 |
| Parlamentarischer Sekretär beim Minister für lokale Verwaltung und Gesundheit                                        | Francis Ward      | FF       | 10. März 1932 | –        | 7. Februar 1933 |